# Hero World Challenge
Hero World Challenge — турнир для любителей гольфа, организованный Тайгером Вудсом и проходящий ежегодно в декабре. В турнире участвует небольшое число лучших игроков мира (в настоящее время 18). Деньги от этого турнира выплачиваются в TGR Foundation.

## Формат
Изначально, турнир состоял из 16 игроков: действующий чемпион, одиннадцать лучших игроков Official World Golf Ranking, и четырёх спонсоров, выбранных благотворительным фондом Тайгера Вудса — TGR Foundation. В 2008 году число участников было увеличено до 18 и теперь включает в себя победителей последних четырёх крупных турниров PGA Tour, 11 лучших игроков Official World Golf Ranking, действующего чемпиона, и двух игроков, выбранных фондом.
Турниру предшествует конкурс, так называемый «pro–am», в котором сталкиваются команды, состоящие из профессиональных игроков в гольф и любителей. Hero World Challenge Pro-Am проходит за два дня до первого тура турнира профессиональных игроков. Первый конкурс «ам-ам»[что?] проходит на первый день, в то время как конкурс Official Pro-Am проходит во второй день. Доступ к соревнованиям pro-am открыт исключительно для партнёров турнира и закрыт для публики. Среди участников турнира pro-am 2016 года можно было заметить, например, Дерека Джитер, Тино Мартинеса и Кристофа Мазурье (Christophe Mazurier).